# Sic semper tyrannis

Sigillo del Commonwealth della Virginia con il motto, raffigurante la Virtù che abbatte la Tirannia.

Sic semper tyrannis (lett. "Così sempre ai tiranni"), spesso abbreviate come SST, sono le parole attribuite, secondo una tradizione storiografica apocrifa anglosassone, a Marco Giunio Bruto nell'atto di assassinare Giulio Cesare, anche se, secondo Plutarco, Bruto non avrebbe avuto il tempo di pronunciare alcuna frase, ed infatti tale formulazione, come la variante Sic semper evello mortem tyrannis, non risultano essere presenti nelle biografie di Bruto e Cesare (in Plutarco, Svetonio o Tacito).
Tale locuzione, probabilmente invenzione drammaturgica posteriore e apocrifa, divenne il motto di molti anti-tirannici e anti-monarchici dal XVI secolo in poi, e ha conosciuto particolare fortuna in alcune fasi della storia degli Stati Uniti come motto libertario o incitante al tirannicidio.
Essa è infatti il motto dello stato della Virginia e dell'omonimo sottomarino (USS Virginia). Fu probabilmente tra XVIII e XIX secolo che la citazione fu attribuita a Marco Giunio Bruto. Esso è inoltre il motto della città di Allentown (Pennsylvania) ed è citato nell'inno del Maryland. La frase, come motto della Virginia, fu proposta da George Mason, che forse fu colui che la coniò nella sua forma moderna nel 1776 e la attribuì a Bruto.
John Wilkes Booth avrebbe pronunciato la medesima frase subito dopo aver sparato ad Abraham Lincoln, che lui e il suo gruppo sudista ritenevano un tiranno per aver impedito la secessione. Alcuni testimoni affermarono che non disse Sic Semper Tyrannis, ma Sic Semper oppure Il Sud deve essere libero, o altre affermazioni come Libertà, Vendetta per il Sud, Il Sud è vendicato!, ecc. Nel diario, Booth afferma di aver gridato Sic Semper. Egli, proveniente da una famiglia di attori, aveva recitato col fratello, chiamato appunto Junius Brutus Booth (come suo padre), nel Giulio Cesare di William Shakespeare sei mesi prima, e provava molta ammirazione per Bruto, nell'occasione interpretato dall'altro fratello, Edwin. Booth e i resoconti giornalistici su Lincoln sono da ritenersi all'origine della popolarità della frase latina presso il pubblico e la cultura popolare di massa.
Timothy McVeigh, il militare e terrorista autore dell'attentato di Oklahoma City del 1995, è stato visto indossare una maglietta raffigurante proprio l'immagine di Lincoln e sopra impressa tale frase, rivolta all'indirizzo di Bill Clinton e del governo federale degli Stati Uniti d'America.
In tempi recenti la frase è stata ripresa anche dal gruppo di attivisti-hacker Anonymous.